# Гуслевский сельский округ
Гуслевский сельский округ — упразднённая административно-территориальная единица, существовавшая на территории Талдомского района Московской области в 1994—2006 годах.
Гуслевский сельсовет был образован в первые годы советской власти. По данным 1923 года он входил в состав Нушпольской волости Ленинского уезда Московской губернии.
В 1924 году Гуслевский с/с был присоединён к Аймусовскому с/с.
В 1925 году Гуслевский с/с был восстановлен в составе Гарской волости.
В 1926 году Гуслевский с/с включал деревни Волково, Гуслево, Садилово и Федотово, а также хутор.
В 1929 году Гуслевский с/с был отнесён к Ленинскому району Кимрского округа Московской области.
27 декабря 1930 года Ленинский район был переименован в Талдомский район.
4 апреля 1939 года в Гуслевском с/с селение Садилово было переименовано в Дубки.
15 февраля 1952 года в Гуслевский с/с из Аймусовского с/с было передано селение Петрино, а из Стариково-Гарского с/с — селения Кушки, Мужево и Приветино.
22 июня 1954 года из Павловического с/с в Гуслевский были переданы селения Акишево, Стариково и посёлок отделения совхоза «Вербилки».
21 мая 1959 года к Гуслевскому с/с был присоединён Нушпольский сельсовет.
1 февраля 1963 года Талдомский район был упразднён и Гуслевский с/с вошёл в Дмитровский сельский район. 11 января 1965 года Гуслевский с/с был возвращён в восстановленный Талдомский район.
26 октября 1970 года из Гуслевского с/с в Павловический было передано селение Нушполы.
14 февраля 1974 года в Гуслевском с/с было образовано селение Новогуслево, ставшее при этом центром сельсовета.
30 мая 1978 года в Гуслевском с/с было упразднено селение Мужево.
15 апреля 1992 года к Гуслевскому с/с был присоединён Глинковский с/с.
3 февраля 1994 года Гуслевский с/с был преобразован в Гуслевский сельский округ.
27 августа 2004 года в Гуслевском с/о посёлок Новогуслево был преобразован в село, а посёлок Бельское — в деревню.
11 октября 2004 года в Гуслевском с/о был упразднён посёлок станции Власово.
В ходе муниципальной реформы 2004—2005 годов Гуслевский сельский округ прекратил своё существование как муниципальная единица. При этом его населённые пункты частью были переданы в городское поселение Вербилки, а частью — в сельское поселение Гуслевское.
29 ноября 2006 года Гуслевский сельский округ исключён из учётных данных административно-территориальных и территориальных единиц Московской области.